# Lepidochrysops menna
Lepidochrysops menna är en fjärilsart som beskrevs av Gustaaf Hulstaert 1924. Lepidochrysops menna ingår i släktet Lepidochrysops och familjen juvelvingar. Inga underarter finns listade i Catalogue of Life.